# Wilma van Gool

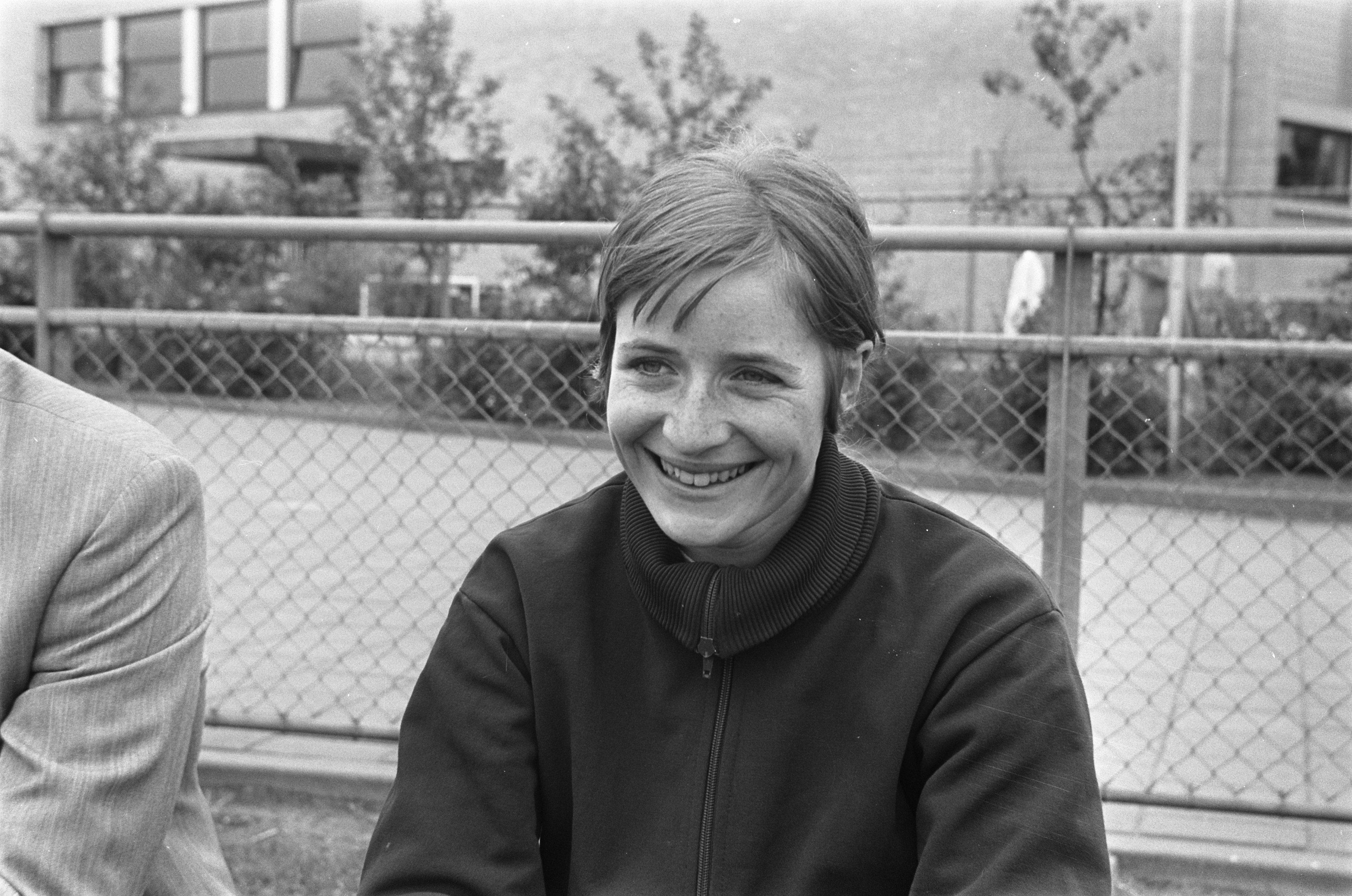
Wilma van den Berg

Wilma van Gool (eigentlich Wilhelmina Catharina Maria Martina van Gool, geb. van den Berg; * 11. August 1947 in Uden) ist eine ehemalige niederländische Sprinterin.
Bei den Olympischen Spielen 1968 in Mexiko-Stadt erreichte sie über 100 m das Halbfinale, schied über 200 m im Vorlauf aus und kam mit der niederländischen Mannschaft in der 4-mal-100-Meter-Staffel auf den vierten Platz. Im Jahr darauf gewann sie bei den Leichtathletik-Europameisterschaften 1969 in Athen Silber über 100 m und wurde über 200 m Vierte. 1970 gewann sie bei den Leichtathletik-Halleneuropameisterschaften in Wien Bronze über 60 m und bei der Universiade Silber über 100 m sowie Bronze über 200 m.
Bei den Olympischen Spielen 1972 in München schied sie über 100 m im Viertelfinale aus. Über 200 m qualifizierte sie sich fürs Halbfinale, verzichtete aber nach dem Attentat auf die israelische Mannschaft auf einen Start.
Siebenmal wurde sie niederländische Meisterin über 100 m (1967, 1969–1972, 1974, 1976) und sechsmal über 200 m (1967, 1969–1972, 1976). In der Halle holte sie 1970, 1972 und 1973 den nationalen Titel über 60 m.

## Persönliche Bestzeiten
- 100 m: 11,43 s, 1. September 1972, München (handgestoppt: 11,1 s, 15. Juni 1972, Potsdam)
- 200 m: 23,22 s, 4. September 1972, München (handgestoppt: 23,0 s, 15. Juni 1972, Potsdam)